# Route des Glières
La route des Glières est une route de montagne, de 21 km de longueur, entre les communes de Thorens-Glières et Le Petit-Bornand-les-Glières, dans la Haute-Savoie, en France. Elle est numérotée RD 55. Elle traverse le plateau des Glières. Son point culminant est le col des Glières à 1 425 mètres. Environ deux kilomètres à l'est du col ne sont pas goudronnés.
La route traverse plusieurs hameaux :
- Usillon (755 m d'altitude)
- Nant Sec (766 m d'altitude)
- Col du Collet (1 397 m)
- Chalet de la Jode (1 393 m)

## Histoire

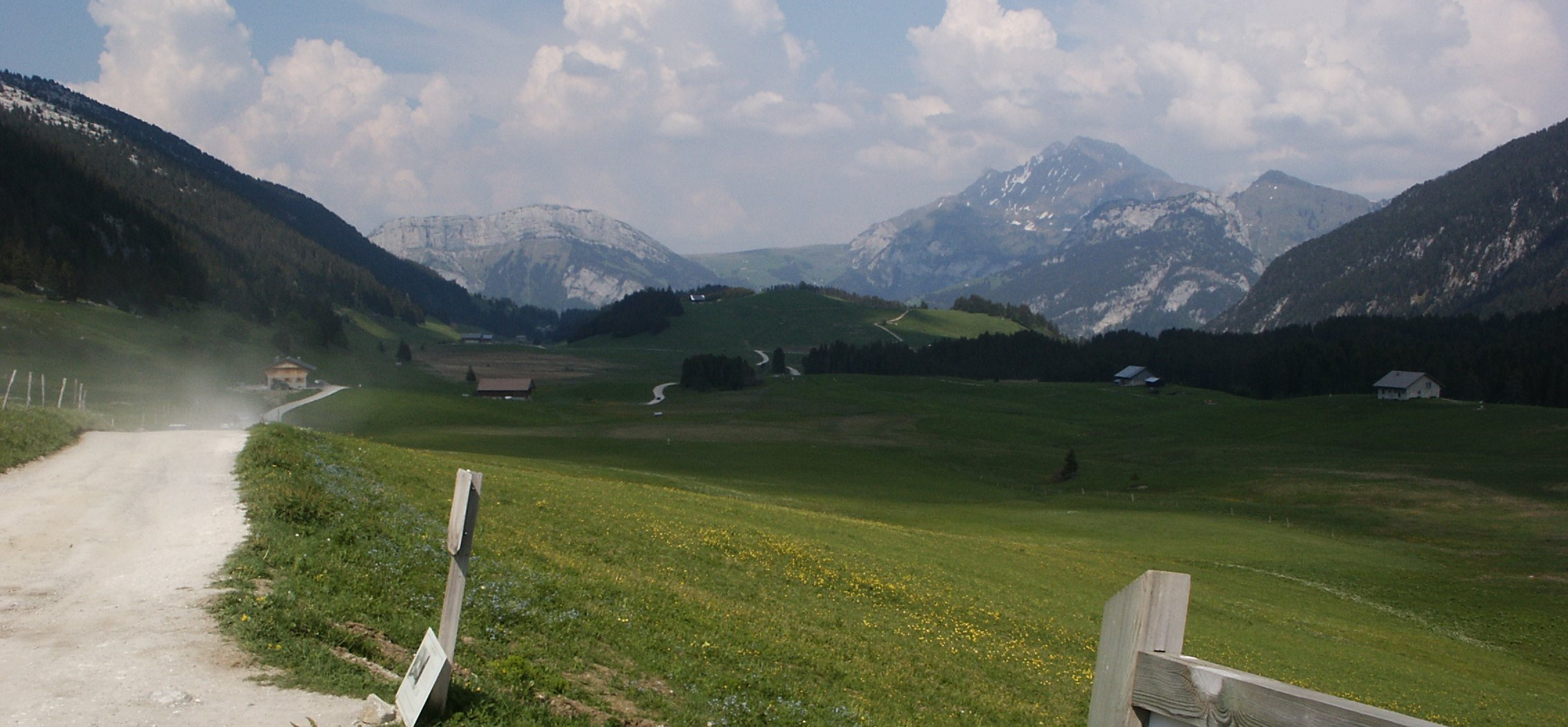
La partie non goudronnée de la route des Glières

Le tracé du Tour de France 2018 prévoit d'emprunter la route lors de la 10e étape.

## Lieux remarquables
- Col des Glières
- Plateau des Glières